# Livia Brito
Rogelio Brito Pestana (sinh ngày 21 tháng 7 năm 1986) là nữ diễn viên và người mẫu Cuba-Mexico, cô nổi tiếng sau Telenovela Triunfo del amor của hãng Televisa.

## Tiểu sử
Brito sinh ngày 21 tháng 7 năm 1986 tại Ciego de Ávila, Cuba. Cô là con gái của diễn viên Rolando Brito Rodríguez và Gertrudis Pestana, gia đình cô di cư đến Mexico vào năm 2000. Một năm sau khi định cư ở Mexico City, cha cô mở một nhà hàng tên là La Cubana, nơi cung cấp các món ăn truyền thống của Cuba. Brito cùng giúp phục vụ tại nhà hàng, và sau đó cô làm người mẫu, để trang trải chi phí học tập ngành quản trị kinh doanh. Năm 2009, cô đại diện cho Mexico tham gia cuộc thi hoa hậu Reina Mundial del Banano, đạt giải Á hậu thứ nhất và Miss Photogenic (Gương mặt ăn ảnh). Sau đó, cô theo học tại Centro de Educación Artística (CEA) của Televisa. Tài năng đến từ một gia đình có truyền thống nghệ thuật. Cha cô là diễn viên hàng đầu ở Cuba, trong khi mẹ cô là một vũ công ballet nổi tiếng. 

## Sự nghiệp
Năm 2010, cô xuất hiện lần đầu với vai Fernanda Sandoval Gutierrez trong bộ phim Triunfo del amor, do Salvador Mejía sản xuất. Năm 2012, cô đóng vai Paloma Gonzalez trong bộ phim Abismo de pasión, được sản xuất bởi Angeli Nesma Medina. Lần đầu tiên đóng vai chính Lucero Suárez trong telenovela: De Que Te Quiero, Te Quiero. Tiếp nối là vai diễn chính Pedro Damian trong telenovela: Muchacha italiana viene a casarse alongside Jose Ron. Và vai Maribel Guardia trong seri phim Mexico Por Siempre Joan Sebastian. Hiện đang đóng vai chính trong La Piloto.

## Đóng phim

### Phim
| Năm  | Tên phim                                        | Vai                   | Ghi chú         |
| ---- | ----------------------------------------------- | --------------------- | --------------- |
| 2013 | No sé si cortarme las venas o dejármelas largas | Chantal               |                 |
| 2014 | Volando bajo                                    | Ana Bertha Miranda    |                 |
| 2014 | La dictadura perfecta                           | Jazmín                |                 |
| TBA  | Juan Apóstol, el más amado                      | Mary, mother of Jesus | Post-production |

### Truyền hình
| Năm       | Tên phim                          | Vai               | Ghi chú                           |
| --------- | --------------------------------- | ----------------- | --------------------------------- |
| 2010–2011 | Triunfo del amor                  | Fernanda Sandoval | Recurring role; 158 episodes      |
| 2012      | Abismo de pasión                  | Paloma            | Recurring role; 135 episodes      |
| 2013–2014 | De que te quiero, te quiero       | Natalia Pabuena   | Main role; 187 episodes           |
| 2014–2015 | Muchacha italiana viene a casarse | Fiorella Bianchi  | Main role; 177 episodes           |
| 2016      | Por Siempre Joan Sebastian        | Maricruz Guardia  | Main role; 10 episodes            |
| 2017–nay  | La Piloto                         | Yolanda Cadena    | Main role (season 1); 80 episodes |
| 2017      | La doble vida de Estela Carrillo  | Yolanda Cadena    | Episode: "Final: Part 2"          |

## Giải thưởng và đề cử

### Premios TVyNovelas
| Year | Category                | Telenovela                        | Result    |
| ---- | ----------------------- | --------------------------------- | --------- |
| 2012 | Best Young Lead Actress | Triunfo del Amor                  | Đoạt giải |
| 2013 | Best Young Lead Actress | Abismo de Pasión                  | Đoạt giải |
| 2016 | Best Lead Actress       | Muchacha italiana viene a casarse | Đề cử     |

### Premio de la Asociación de Críticos y Periodistas Teatrales (ACPT)
| Year | Category                   | Nominated  | Result    |
| ---- | -------------------------- | ---------- | --------- |
| 2012 | Best Revelation in Theater | El cartero | Đoạt giải |